# Taeniophyllum inconspicuum
Taeniophyllum inconspicuum är en orkidéart som beskrevs av Rudolf Schlechter. Taeniophyllum inconspicuum ingår i släktet Taeniophyllum och familjen orkidéer.
Artens utbredningsområde är Sulawesi. Inga underarter finns listade i Catalogue of Life.